# Flucht über die Ostsee
Flucht über die Ostsee ist ein westdeutsches Fernsehspiel von Frank Wisbar und wurde am 13. Januar 1967 im ZDF ausgestrahlt. Als Vorlage diente das Sachbuch Flucht übers Meer von Cajus Bekker, der auch am Drehbuch beteiligt war. Thema der Produktion war das Unternehmen Hannibal und die Verwundeten- und Flüchtlingstransporte über die Ostsee 1945. Es war die letzte Regiearbeit des in Ostpreußen geborenen Wisbar, der kurz darauf am 17. März 1967 in Mainz verstarb.

## Handlung
Ostpreußen, 21. Januar 1945, im Hauptquartier der 4. Armee. General Friedrich Hoßbach und sein Adjutant beraten die militärische Lage. Die Rote Armee steht vor einer neuerlichen Offensive. Hoßbach kritisiert die Haltung der regionalen NSDAP-Führung, die keinen Plan zur Evakuierung der Zivilbevölkerung hat.
Währenddessen räsoniert in seiner Dienststelle der Gauleiter Ostpreußens, Erich Koch, über den erforderlichen Widerstand gegen die Rote Armee auch durch die Zivilbevölkerung. Flucht sei Defätismus und die Angst vor dem russischen Angriff unbegründet.
In der Danziger Bucht versucht Fregattenkapitän Wolfgang Leonhardt der 9. Sicherungs-Division der Kriegsmarine verzweifelt, Geleitschutz für die Transportschiffe der Flüchtlinge zu erhalten. Mangels dieses Schutzes wird die Wilhelm Gustloff am 30. Januar durch das sowjetische U-Boot S 13 versenkt, wobei tausende von Flüchtlingen ums Leben kommen.
Eine zentrale Rolle bei der Vorbereitung der Seetransporte fällt dem Kapitän der Handelsmarine Heinrich Schuldt zu. Er ist in Neufahrwasser stationiert. Es gelingt ihm gegen den Willen von Heeresdienststellen mit Hilfe der Kriegsmarine Kapazitäten für die Flüchtlinge bereitzustellen.
Leonhardt gelingt schließlich, insbesondere durch die Unterstützung durch Vizeadmiral Thiele, die sichere Evakuierung weiterer Flüchtlinge über den Seeweg, deren Transportschiffe nun sämtlich Begleitschutz erhalten.

## Produktionsnotizen
Das Dokumentarspiel besteht aus einer Montage von Spielszenen, Standbildern und der Verwendung von zeitgenössischem Dokumentarfilmmaterial sowie Szenen aus Wisbars Spielfilm Nacht fiel über Gotenhafen von 1960. Zahlreiche Szenen wurden direkt aus dem Sachbuch von Bekker adaptiert.

## Kritik
Rezensionen erschienen in der Westdeutschen Allgemeinen am 14. Januar, in der Frankfurter Rundschau am 16. Januar und in der Süddeutschen Zeitung am 17. Januar 1967.
Ennis kritisierte, dass Wisbar die Perspektive des Sachbuchs von Bekker eingenommen habe, der die historischen Vorgänge fast ausschließlich aus der Sicht von Offizieren des Heeres und der Kriegsmarine schildere. Hoßbach, Leonhardt, Schuldt und Thiele seien zu Helden stilisiert worden. Außerdem
… verdrehen solche Szenen die Wirklichkeit, indem sie aus einer primär militärischen Evakuierung mit militärischen Zielen eine heroische Operation zur Rettung der Zivilbevölkerung machen. Mittelrangige Führer des Heeres und der Kriegsmarine sowie die einfachen Soldaten kämpfen nicht mehr für Hitler, sondern um das deutsche Volks vor den Sowjets einerseits und vor einem inkompetenten, zerfallenden Regime andererseits zu schützen….

## Überlieferung
Offensichtlich aufgrund der zeitgenössischen Kritik wurde das Dokumentarspiel nie wieder ausgestrahlt.